# Otto Hemmann
Otto Hemmann (* 16. Dezember 1891 in Gera; † nach 1974) war ein deutscher Gewerkschafter und Politiker. Er war von 1960 bis 1963 Abgeordneter der Volkskammer der DDR.

## Leben
Hemmann, Sohn eines Arbeiters, besuchte die Volksschule und erlernte von 1906 bis 1909 den Beruf des Bierbrauers in Neustadt an der Orla. Wanderjahre führten ihn nach Schleswig-Holstein, Dortmund und Thale und 1911 in seine Heimatstadt zurück. Er trat 1907 der Gewerkschaft bei und 1911 in die Sozialdemokratische Partei Deutschlands (SPD) ein. Bis 1913 war er im Geraer Arbeiterausschuss, einem Vorläufer des Betriebsrates, aktiv tätig.
Nach dem Ersten Weltkrieg wurde er Betriebsratsvorsitzender in der Geraer Brauerei. In diesen Jahren begann sein Weg als Gewerkschaftsfunktionär. Er besuchte die Schule des  Allgemeinen Deutschen Gewerkschaftsbundes (ADGB) und wurde Sekretär der Gewerkschaft der Brauer, Müller, Bäcker und Fleischer des Bezirkes Gera. Im Jahr 1930 ging Hemmann als Sekretär des Hauptvorstandes der Gewerkschaft Nahrung und Genuss nach Berlin. Am 2. Mai 1933 verjagten ihn die Nationalsozialisten aus seinem gewählten Mandat. Er fand keine Arbeit mehr und schlug sich als Lebensmittelhändler durch. Von 1939 bis Kriegsende zwangen ihn die Nazis zum Dienst in einem Seuchenlazarett.
Nach der Zerschlagung des Hitlerregimes wurde er 1945 wieder Mitglied der SPD und des Freien Deutschen Gewerkschaftsbundes (FDGB). Ab 1946 war er Mitglied der Sozialistischen Einheitspartei Deutschlands (SED) und Vorsitzender der Berliner Gewerkschaft Nahrung und Genuss. Vom 30. November 1948 bis 23. Februar 1950 wirkte er als Nachfolger von Waldemar Schmidt im Magistrat von Berlin als Stadtrat für Arbeit. Am 1. April 1950 übernahm er wieder bis 1958 den Vorsitz der Berliner Gewerkschaft Nahrung, Genuss und Handel. Nach seinem Rücktritt blieb er weiter Mitglied des Zentralvorstandes und des Berliner Vorstandes der Gewerkschaft. Außerdem war er Vorsitzender des Arbeitskreises verdienter Veteranen der Gewerkschaften.
Von 1954 bis 1963 wirkte er als Mitglied der Berliner Stadtverordnetenversammlung und als Vorsitzender der Ständigen Kommission für Arbeit. Von der Stadtverordnetenversammlung wurde er 1954 als Berliner Vertreter in die Länderkammer der DDR geschickt, der er bis zu ihrer Auflösung 1958 angehörte. Anfang Oktober 1960 wurde er an Stelle des verstorbenen Gewerkschaftsfunktionärs Josef Orlopp Berliner Vertreter in der Volkskammer der DDR. Im Januar 1962 folgte er Orlopp auch als Mitglied des Rechtsausschusses der Volkskammer.
Hemmann wurde 1956 mit dem  Vaterländischen Verdienstorden in Bronze ausgezeichnet. Den Vaterländischen Verdienstorden in Silber erhielt er 1961 und 1971. Er lebte zuletzt als Veteran in Berlin-Weißensee. Einen letzten öffentlichen Auftritt hatte er im Januar 1974, als er einer Feierstunde beiwohnte, in der Konrad Naumann jungen Berliner Arbeitern, Lehrlingen und Schülern die SED-Kandidatenkarte überreichte.